# Álex de la Iglesia
Alejandro de la Iglesia Mendoza, més conegut com a Álex de la Iglesia, (Bilbao, Biscaia, País Basc, 4 de desembre de 1965) és un director, productor i guionista basc. El juny del 2009 va ser elegit president de l'Acadèmia de les Arts i les Ciències Cinematogràfiques d'Espanya fins al 13 de febrer del 2011, on després de la cerimònia dels Premis Goya va dimitir per no estar d'acord amb la Llei Sinde.

## Carrera
Llicenciat en filosofia a la Universitat de Deusto, va començar a dibuixar historietes als fanzines No, el fanzine maleït i Metacrilat, i a revistes com Trokola, Burdinjaun, La Ría del Ocio o La Comictiva. Va ser també en aquella època, entre el 1986 i el 1989, quan fundà, a Bilbao, un dels primers clubs de rol de l'estat espanyol: Los Pelotas.
El seu debut al món cinematogràfic fou com a director artístic al curtmetratge Mamá (1988) de Pablo Berger i a Todo por la pasta (1991) d'Enrique Urbizu.
El seu primer curtmetratge, Mirindas asesinas (1991) va aconseguir cridar l'atenció de Pedro Almodóvar, la productora del qual, El Deseo Films, va col·laborar en el seu primer llargmetratge, Acción mutante (1993).

### El día de la bestia
Tot seguit va estrenar la pel·lícula que va consagrar-lo com un dels directors més rellevants del cinema espanyol: El día de la bestia (1995). Va aconseguir guanyar sis Premis Goya, un dels quals va ser el premi al millor director. Aquesta obra va convertir l'actor espanyol Santiago Segura en un dels actors més coneguts a l'estat espanyol i va recuperar l'actriu Terele Pávez, que va ser una actriu força recorrent en les seves properes pel·lícules.

### Altres pel·lícules
Ha treballat amb molts actors veterans del cinema espanyol, des de Carmen Maura fins a María Asquerino, així com diverses estrelles de Hollywood: Rosie Perez, Elijah Wood, John Hurt, Salma Hayek, entre d'altres.
Va dirigir Javier Bardem, Rosie Perez i James Gandolfini a Perdita Durango el 1997, Santiago Segura i El Gran Wyoming a Muertos de risa el 1999, Carmen Maura, Manuel Tejada i Paca Gabaldón a La Comunidad el 2000, Sancho Gracia, Ángel de Andrés López i Eusebio Poncela a 800 balas el 2002, Guillermo Toledo, Mónica Cervera i Kira Miró a Crimen ferpecto el 2004 i Elijah Wood, Leonor Watling i John Hurt a The Oxford Murders el 2007.

### Balada triste de trompeta
La seva pel·lícula Balada triste de trompeta del 2010 fou premiada amb dos premis a la 67a Mostra de Venècia, al millor guió i el Lleó de Plata a la direcció. A més, fou nominada a quinze Premis Goya el 2011, inclosos el del millor director, millor pel·lícula i millor guió, i en va guanyar dos: al millor maquillatge i als millors efectes especials.

### Últims treballs
El 2011 estrenà La chispa de la vida amb Salma Hayek i José Mota com a protagonistes. El 2013 estrenà la comèdia Las brujas de Zugarramurdi amb un extens repartiment que inclou Carmen Maura, Macarena Gómez, Hugo Silva, Mario Casas, Terele Pávez, Pepón Nieto. El 2017 estrenà la comèdia negra El bar, protagonitzada principalment per Mario Casas i Blanca Suárez.

## Filmografia
| Any              | Títol                      | Paper                        | Llengua  | Pressupost [€] | Recaptació mundial [€] | Beneficis [€] |
| ---------------- | -------------------------- | ---------------------------- | -------- | -------------- | ---------------------- | ------------- |
| 1991             | Todo por la pasta          | Director artístic            | castellà | s.d.           | 260.695,35             | s.d.          |
| 1993             | Acción mutante             | Director Guionista           | castellà | 2.100.000      | 989.807,73             | −1.555.605    |
| 1995             | El día de la bestia        | Director Guionista           | castellà | 1.800.000      | 4.367.321,16           | 602.026       |
| 1997             | Perdita Durango            | Director Guionista           | anglès   | 6.000.000      | 2.573.606,73           | −4.584.516    |
| 1999             | Muertos de risa            | Director Guionista           | castellà | 3.180.000      | 6.299.097,15           | 284.503       |
| 2000             | La comunidad               | Director Guionista           | castellà | 2.400.000      | 6.709.857,51           | 1.290.421     |
| 2002             | 800 balas                  | Director Guionista Productor | castellà | 4.800.000      | 1.783.553,44           | −3.819.045    |
| 2004             | Crimen ferpecto            | Director Guionista Productor | castellà | 4.750.000      | 7.000.000              | −900.000      |
| 2004             | Els increïbles             | Doblatge                     | castellà |                |                        |               |
| 2006             | La habitacion del niño     |                              |          |                |                        |               |
| 2008             | The Oxford Murders         | Director Guionista Productor | anglès   | 8.000.000      | 11.600.000             | −1.675.000    |
| 2009             | Spanish Movie              | Actor                        | castellà | 3.300.000      | 7.539.063              | 846.484       |
| 2010             | Toy Story 3                | Veu                          | castellà | s.d.           | ?                      | s.d.          |
| 2010             | Balada triste de trompeta  | Director Guionista           | castellà | 7.000.000      | ?                      | s.d.          |
| 2011             | La chispa de la vida       | Director                     | castellà | [ 24 ]         | ?                      | s.d.          |
| 2013             | Las brujas de Zugarramurdi | Director Guionista           | castellà | [ 25 ]         | ?                      | s.d.          |
| 2017             | El bar                     | Director                     |          |                |                        |               |
| 2017             | Perfectos desconocidos     | Director Guionista           | castellà |                |                        |               |
| Sense determinar | La marca amarilla          | Director Guionista           | anglès   | s.d.           | en projecte            | s.d.          |
| Sense determinar | Think About Disney         | Director Productor           |          |                | en projecte            | s.d.          |

## Premis i nominacions

### Premis
- 1996. Goya al millor director per El día de la bestia
- 2010. Lleó d'Argent al millor director per Balada triste de trompeta

### Nominacions
- 1993. Goya al millor director novell per Acción mutante
- 1996. Goya al millor guió original per El día de la bestia
- 2001. Goya al millor director per La comunidad
- 2001. Goya al millor guió original per La comunidad
- 2009. Goya al millor director per The Oxford Murders
- 2009. Goya al millor guió adaptat per The Oxford Murders
- 2010. Lleó d'Or per Balada triste de trompeta
- 2011. Goya al millor director per Balada triste de trompeta
- 2011. Goya al millor guió original per Balada triste de trompeta